# Einheitliche Regionalwahlen in Japan 2023
Die 20. einheitlichen Regionalwahlen (jap. 第20回統一地方選挙 dai-20-kai tōitsu chihō senkyo) in Japan zu Verwaltungschefs und Parlamenten der Gebietskörperschaften für vierjährige Amtszeiten fanden am 9. und 23. April 2023 statt. Gleichzeitig wurden Nachwahlen zur Nationalversammlung durchgeführt.

## Wahlen
In den einheitlichen Regionalwahlen 2023 standen zur Wahl:
- in Präfekturen am 9. April
  - die 9 Gouverneure von Hokkaidō, Kanagawa, Fukui, Osaka, Nara, Tottori, Shimane, Tokushima und Ōita (Mie und Fukuoka sind 2021 aus dem einheitlichen Wahlzyklus ausgeschert)
  - die 41 Parlamente aller Präfekturen außer Iwate, Miyagi, Fukushima, Ibaraki, Tokio, Okinawa,
- in Gemeinden
  - in designierten Großstädten am 9. April
    - die 6 Bürgermeister von Sapporo (Hokkaidō), Sagamihara (Kanagawa), Hamamatsu & Shizuoka (Shizuoka), Osaka (Osaka) und Hiroshima (Hiroshima)
    - die 17 Parlamente aller Großstädte mit Ausnahme von Sendai (Miyagi), Shizuoka (Shizuoka) und Kitakyūshū (Fukuoka),

  - in sonstigen kreisfreien Städten, Sonderbezirken, kreisangehörigen Städten und Dörfern am 23. April
    - über 200 Bürgermeister, darunter 88 von kreisfreien Städten und zwölf von Sonderbezirken, und
    - über 700 Parlamente, darunter 294 von kreisfreien Städten und 21 von Sonderbezirken.

Der Anteil der einheitlichen Wahlen an allen Präfektur- und Kommunalwahlen stieg gegenüber der letzten einheitlichen Wahlen 2019 leicht auf 27,54 %. Noch über 80 % aller Präfektur-, Großstadt- und Sonderbezirksparlamentswahlen finden im einheitlichen Zyklus statt, dagegen werden weniger als 12 % der Bürgermeister von kreisfreien Städten (ohne Großstädte) bei den einheitlichen Wahlen gewählt.

## Zusammenfassung der Ergebnisse
Bei der Gouverneurswahl in Nara setzte sich der von der Nippon Ishin no Kai nominierte ehemalige Bürgermeister der Stadt Ikoma Makoto Yamashita gegen den von den beiden großen Nationalparteien LDP und KDP unterstützten ehemaligen Nationalbeamten und Vizegouverneur von Gifu Shō Hiraki, den von der DVP unterstützten Amtsinhaber Shōgo Arai und drei weitere Kandidaten durch. In Ōita gewann der ehemalige Bürgermeister der Hauptstadt Ōita Kiichirō Satō mit LDP-Kōmeitō-Unterstützung gegen Kiyoshi Adachi, bis zu seinem Rücktritt für die Gouverneurswahl Mitte-links-oppositionsgestützter parteiloser Senator für Ōita. In Tokushima unterlag der seit 20 Jahren amtierende Gouverneur Kamon Iizumi mit Unterstützung des LDP-Präfekturverbandes den ehemaligen LDP-Nationalabgeordneten Masaszumi Gotōda und Tōru Miki. Bei den Gouverneurswahlen in Hokkaidō, Kanagawa, Fukui, Osaka, Tottori und Shimane wurden die Amtsinhaber für weitere vier Jahre bestätigt.
Bei den Präfekturparlamentswahlen blieb die LDP in den meisten der 41 zur Wahl stehenden Parlamente stärkste Partei (in manchen Präfekturen sind Unabhängige aber zahlreich), in Osaka, wo das Parlament auf 79 Sitze verkleinert wurde, baute die Ishin no Kai ihre Mehrheit noch aus und erreichte mit 55 Sitzen eine Zweidrittelmehrheit. Von insgesamt 2260 offenen Sitzen gewann die LDP 1153, die KDP 185, die Kōmeitō 169, die Ishin no Kai 69 außerhalb von Osaka und damit 124 insgesamt, die KPJ 75, die DVP 31, 493 Sitze gingen an Unabhängige.
Bei den Bürgermeisterwahlen in den designierten Großstädten Sapporo, Sagamihara und Hiroshima wurden die Amtsinhaber wiedergewählt. In der Stadt Osaka setzte sich der ehemalige Ishin-Präfekturparlamentsabgeordnete Hideyuki Yokayama souverän für die Nachfolge seines Parteigenossen Ichirō Matsui durch, der nach dem Scheitern des zweiten Referendums zur Abschaffung der Stadt Osaka 2020 seinen Rückzug angekündigt hatte. In der Stadt Shizuoka wurde der ehemalige Vizegouverneur von Shizuoka, Takashi Nanba, mit breiter antikommunistischer Parteienunterstützung zum Nachfolger von Nobuhiro Tanabe gewählt, der ursprünglich für eine vierte Amtszeit kandidieren wollte, aber nach Kritik über die Maßnahmen nach den Überschwemmungen durch den Taifun Nr. 15 2022 seinen Rückzug erklärt hatte (siehe auch Pazifische Taifunsaison 2022). In Shizuokas größter Stadt Hamamatsu wurde der ehemalige Nationalbeamte und Vizegouverneur von Hokkaidō Yūsuke Nakano gegen den KPJ-Kandidaten Hiroshi Shimada zum Nachfolger von Yasutomo Suzuki gewählt, der nach drei Amtszeiten nicht mehr antrat.
Bei den 17 Stadtparlamentswahlen in designierten Großstädten gewann die LDP von den insgesamt 1005 offenen Sitzen 292, die Kōmeitō 171, die Ishin no Kai 136 (inkl. der Ōsaka Ishin no Kai, die in Osakas Großstädten Osaka und Sakai zusammen 64 Sitze gewann), die KDP 112.

## Nachwahlen zum Nationalparlament
Gleichzeitig mit der zweiten Phase der einheitlichen Wahlen am 23. April fanden Nachwahlen für vakante Mehrheitswahlsitze in beiden Kammern des Nationalparlaments statt. Die LDP gewann vier Wahlen, die Ishin no Kai eine:
- Abgeordnetenhaus
  - Im Wahlkreis Chiba 5 setzte sich als Nachfolgerin des skandalbedingt zurückgetretenen Kentarō Sonoura (LDP→parteilos) die uighurischstämmige Arfiya Eri (LDP – Kōmeitō; 30,6 %) für die Regierungskoalition gegen Kentarō Yazaki (KDP; 27,6 %) und fünf weitere Kandidaten durch.
  - Im Wahlkreis Wakayama 1, wo Shūhei Kishimoto (als Abgeordneter zuletzt DVP) für seine erfolgreiche Gouverneurskandidatur zurückgetreten war, gewann Yumi Hayashi (Ishin), ehemalige Stadtparlamentsabgeordnete aus der Stadt Wakayama, mit 47,5 % gegen den ehemaligen Abgeordneten Hirofumi Kado (LDP – Kōmeitō; 42,8 %) und zwei weitere Kandidaten. Am 15. April 2023 ereignete sich im dortigen Wahlkampf ein Attentatsversuch auf Fumio Kishida, den nationalen LDP-Vorsitzenden.
  - Im Wahlkreis Yamaguchi 2 ersetzt den einige Monate nach der Ermordung seines Bruders zurückgetretenen Nobuo Kishi (LDP) sein Sohn Nobuchiyo Kishi (LDP – Kōmeitō), der sich mit 52,5 % gegen den ohne Parteinominierung kandidierenden Ex-Abgeordneten Hideo Hiraoka (47,5 %) durchsetzte.
  - Im Wahlkreis Yamaguchi 4 des ermordeten ehemaligen LDP-Vorsitzenden und Premierministers Shinzō Abe gewann der ehemalige Stadtparlamentsabgeordnete aus Shimonoseki, Shinji Yoshida (LDP – Kōmeitō; 63,5 %), klar gegen den ehemaligen Rätehausabgeordneten Yoshifu Arita (KDP; 31,3 %) und drei weitere Kandidaten.
- Rätehaus
  - In Ōita folgt dem für seine erfolglose Gouverneurswahlkandidatur zurückgetretenen Kiyoshi Adachi Aki Shirasaka (LDP – Kōmeitō), die sich in einer klaren Lagerwahl für die Regierungskoalition mit hauchdünnem Vorsprung von weniger als 400 Stimmen gegen den ehemaligen Sozialdemokraten Tadatomo Yoshida (KDP – KPJ, SDP) durchsetzte.